# Вилки (Білопільський район)
Вилки — колишнє село, входило до складу Жовтневої селищної ради, Білопільський район, Сумська область.
Станом на 1988 рік в селі проживало 20 людей.
2007 року село зняте з обліку.

## Географічне розташування
Село знаходиться на відстані 1,5 км від сіл Рудка та Сушилине. Поруч з селом пролягає газопровід Уренгой — Помари — Ужгород, за 3 км — автомобільна дорога Т 2504 .